# Lehtisaari (ö i Finland, Satakunta, Norra Satakunta, lat 61,81, long 22,75)
Lehtisaari är en ö i Finland. Den ligger i sjön Jämijärvi och i kommunen Jämijärvi i den ekonomiska regionen  Norra Satakunta ekonomiska region  och landskapet Satakunta, i den sydvästra delen av landet, 220 km nordväst om huvudstaden Helsingfors. Öns area är 4,9 hektar och dess största längd är 380 meter i nord-sydlig riktning.